# 1946 v loďstvech
Tento článek obsahuje významné události v oblasti loďstev v roce 1946.

## Události
- 5. května proběhlo slavnostní zahájení provozu lodní dopravy na Kníničské přehradě (od roku 1959 Brněnská přehrada) s loděmi Brno a Morava poháněnými elektrickými akumulátory a benzínovým člunem Svratka

## Lodě vstoupivší do služby
- 2. března –  USS Kearsarge (CV-33) – letadlová loď třídy Essex

- 11. dubna –  USS Leyte (CV-32) – letadlová loď třídy Essex

- 5. května –  Brno, Morava a člun Svratka – osobní lodě

- 11. května –  USS Philippine Sea (CV-47) – letadlová loď třídy Essex

- 14. července –  USS Saipan (CVL-48) – letadlová loď třídy Saipan

- 9. srpna –  HMS Vanguard – bitevní loď

- 3. listopadu –  USS Valley Forge (CV-45) – letadlová loď třídy Essex